# يورغ بيرغر
يورغ بيرغر (بالألمانية: Jörg Berger)‏ (13 أكتوبر 1944 بغدينيا في بولندا - 23 يونيو 2010 بدويسبورغ في بولندا) هو مدرب كرة قدم ولاعب كرة قدم ألماني (وحمل سابقاً جنسية ألمانيا الشرقية) في مركز الهجوم. لعب مع لوكوموتيف لايبزيغ.

## وصلات خارجية
- يورغ بيرغر على موقع قاعدة بيانات كرة القدم.إي يو (الإنجليزية)
- يورغ بيرغر على موقع عالم كرة القدم.نت (الإنجليزية)